# Вега (комплекс радіотехнічної розвідки)
85B6-A «Вега» — російський комплекс радіотехнічної розвідки, призначений для виявлення, визначення координат, розпізнавання та супроводу морських, наземних і повітряних (у тому числі — низьколітаючих) об'єктів противника використовуючи випромінювання їх власного радіоелектронного обладнання.

## Опис
Розроблено НВП «Спец-Радіо» для виконання широкого кола тактичних завдань:
- підтримки підрозділів радіотехнічних військ та частин РЕБ,
- підвищення ефективності засобів ППО та систем раннього попередження/оповіщення,
- контролю електромагнітної обстановки,
- наведення авіації,
- виявлення джерел перешкод,
- і т. д.[1][2]

Залучення комплексу «Вега» в забезпеченні бойових дій забезпечує низку значних переваг:
- збільшення тимчасового запасу прийняття рішення про наявність повітряної загрози з боку противника,
- оптимізацію засобів вогневого ураження системи ППО з урахуванням потенційної загрози постановки перешкод,
- адаптивний перерозподіл енергетичних ресурсів активних радіолокаційних станцій ППО шляхом адекватної оцінки локальної завадової обстановки,
- підвищення ефективності при наведенні станцій активних перешкод та систем РЕБ шляхом розпізнавання класів та видів цілей щодо їх випромінювання,
- підвищення скритності функціонування системи ППО рахунок тимчасового поділу режимів роботи.[1]

Стандартна конфігурація комплексу включає пункт управління і три станції виявлення, пеленгації та аналізу «Оріон», які можуть бути рознесені на відстані до 30 км. Для підвищення точності вимірювань кожну пеленгаційну станцію «Оріон» можна доповнювати двома-трьома технічно спрощеними мобільними пунктами радіотехнічного контролю «Охота», пов'язаними з нею широкосмуговим каналом зв'язку при вимірювальній базі 5-6 км.

## Технічна специфікація
Для розширення технічних можливостей системи визначення координат цілей реалізовано спільним використанням кутомірно-різницевого та тріангуляційного методів. При цьому зібрана параметрична та пеленгова інформація з усіх станцій «Оріон» передається на пункт управління, де обчислюють положення цілі та траєкторію її руху.
Кількість потенційних цілей, що одночасно відстежуються, — 60-100
Період оновлення розвідінформації про цілі — 6-10 секунд: Помилка (у сенсі СКО) визначення координат мети на віддаленні 150 км на відстані між станціями 30 км — не більше 5 км.
Помилка (у сенсі СКО) визначення координат мети на віддаленні 100 км на відстані між станціями 30 км — не більше 2 км.
Діапазон робочих частот — 0,8-18,0 ГГц (з можливістю розширення до 40): Смуга миттєвого приймання — 500 Мгц: Частотна роздільна здатність в межах смуги миттєвого приймання — 1 МГц: Характеристики точності вимірювання:
Точність вимірювання тривалості імпульсів — 0,1 мкс
Точність вимірювання періоду проходження імпульсів — 1 мкс: Дальність виявлення надгоризонтних цілей типу стратегічної авіації — 400 км.
Дальність виявлення надгоризонтних цілей типу тактичної авіації — 150—200 км.
Максимальна швидкість огляду за азимутом 180 град. / сек.
Азимутальний діапазон роботи 360 градусів: Діапазон роботи з кута місця 0-20 градусів: Час розгортання з маршу 5-10 хвилин